# Юрій (Прокопович)
Юрій (Прокопович) (Георгій Прокопович ? — ?) — український релігійний діяч. Єпископ Луганський, Зинов'ївський УАПЦ.

## Життєпис
На початку ХХ століття був священиком Російської православної церкви, згодом єпископом Луганським Української синодальної церкви.
У квітні 1926 року перейшов до УАПЦ після того, як був заборонений у служінні і позбавлений сану в УСЦ.
Разом із архієпископом Феодосієм Сергієвим були єдиними в УАПЦ архиєреями традиційного висвячення.
У новій церкві став єпископом Зинов'ївським. Але пробув єпископом УАПЦ всього декілька місяців — у червні того ж 1926 року зрікся церкви та віри загалом.